# Антоша Рибкін
«Антоша Рибкін» (рос. Антоша Рыбкин) — радянська фронтова кінокомедія 1942 року режисера Костянтина Юдіна. Фільм продовжує розповідь про військові подвиги кухаря-бійця Антоши Рибкіна, героя «Бойової кінозбірки» № 3.

## Сюжет
Перед атакою на село, захоплене фашистами, командир вирішує провести відволікаючий маневр — концерт фронтової бригади артистів. Кухарю Антоші Рибкіну доручено замінити відсутнього актора і виконати роль німецького єфрейтора. Одягнений у ворожий мундир, він проникає в тил до супротивника і допомагає своїм звільнити село.

## У ролях
- Борис Чирков —  Антон Іванович Рибкін
- Марина Ладиніна —  Лариса Семенівна, актриса
- Володимир Грибков —  Пал Палич Козловський, тимчасово виконуючий обов'язки художнього керівника
- Микола Крючков —  командир підрозділу
- Костянтин Сорокін —  Федя, боєць-кухар
- Людмила Шабаліна —  Катя Власова
- Тетяна Говоркова —  Марія Іванівна
- Євген Тетерін —  Фріц
- Григорій Шпігель —  п'яний німецький кулеметник
- Єлизавета Кузюріна — епізод
- Микола Трофімов — епізод
- Костянтин Юдін —  капітан піхоти

## Знімальна група
- Автор сценарію: Анатолій Гранберг
- Режисер: Костянтин Юдін
- Оператор: Борис Петров
- Художник: Володимир Єгоров, Георгій Гривцов
- Композитори: Оскар Сандлер, Юрій Мілютін